# Матьяш Ратот
Матьяш (Матиас) Ратот (венг. Rátót nembeli Mátyás; ? — 11 апреля 1241) — венгерский церковный и государственный деятель первой половины 13-го века, который служил епископом Ваца (1238—1240), а затем архиепископом Эстергома (1239—1241). Погиб в битве с монголами в долине Мохи (река Шайо). Он был первым архиепископом Эстергома, которого называли примасом Венгрии.

## Биография
Матиас родился в знатном дворянском роду (клане) Ратот, который происходил из Апулии (Южная Италия), и обосновался в Венгрии в конце 11-го века, согласно Шимону из Кезы «Деяния гуннов и венгров» . Однако его родители не идентифицированы, таким образом, нет возможности связать его личность с любыми ветвями этого клана. Венгерский историк Янош Карачоньи утверждал, что Матиас был младшим сыном Ратхольда Ратота, предка ветви Дьюлафи. Следовательно, вполне возможно, что Доминик I Ратот, глава казначейства, который также был убит в битве п долине Мохи, был старшим братом Матиаса.
Согласно повествованию магистра Рогерия «Горестная песнь о разорении Венгерского королевства татарами», Матиас вырос в королевском дворе Андраша II вместе с его старшим сыном и наследником Белой, поэтому, возможно, он родился в начале 1200-х годов (историк Нандор Кнауз считал 1206 — годом его рождения). С ранних лет Матиас принадлежал к приближенным герцога Белы, которые решительно выступали против «бесполезных и излишних вечных пожалований» его отца Андраша, что привело к ослаблению королевской власти в королевстве. Когда Бела стал герцогом Славонии в 1220 году, Матиас Ратот стал членом его герцогского двора. С 1224 года он занимал должность пробста в Загребе и канцлера герцога Белы одновременно. Он занимал обе должности по крайней мере до 1233 года, даже после того, как принц Бела был переведен из Славонии в Трансильванию в 1226 году, чтобы управлять провинцией в качестве герцога.
Когда Бела IV взошел на венгерский престол в 1235 году, Матиас Ратот был повышен до должности придворного канцлера при королевском дворе, в то время как сохранил свою духовную должность пробста Загреба. Последний раз он упоминался в качестве канцлера королевской хартией в 1236 году, но вполне вероятно, что он занимал эту должность до 1238 года, когда он был избран епископом Ваца, а его преемник Иштван Банкса впервые появился в качестве канцлера в исторических документах только в этом году. Матиас был назван епископом Ваца в январе 1238 года, когда аббат «шотландского» бенедиктинского аббатства в Вене просил его отлучить некоего рыцаря Вернера из Пешта, основываясь на папском решении в августе прошлого года, таким образом Матиас был посвящен и утвержден епископом к тому времени. В августе 1238 года папа римский Григорий IX поручил епископу Матиасу поддержать политику короля Белы против внутренних противников.
Матиас Ратот стал архиепископом Эстергома после смерти архиепископа Роберта, скончавшегося 1 ноября 1239 года. Он был избран главой Эстергома примерно между 2 и 29 ноября. Его избрание было подтверждено папой римским Григорием IX 6 марта 1240 года, который затем также послал ему паллий. Несмотря на это, Матиас Ратот все еще упоминался как постулированный архиепископ 21 марта, в то время как все еще функционировал в качестве епископа Ваца в то же время. Матиас Ратот был первым архиепископом Эстергома, который был назван в королевской грамоте примасом Венгрии. Папа римский Григорий IX пригласил его в Рим 9 августа 1240 года. Матьяш должен был присутствовать на соборе, который был назначен на Пасху 1241 года после того, как он осудил императора Священной Римской империи Фридриха II как еретика. Однако Фридрих ответил попыткой захватить или потопить как можно больше кораблей, перевозящих прелатов на церковный собор. После этих событий Матиас Ратот отказался присутствовать, сославшись на опасное путешествие. С разрешения короля Белы IV, полученного его предшественником Робертом в 1239 году, Матиас приказал построить Визиварош (лат. Civitas Archiepiscopalis, окрестности Эстергома). Он же и построил премонстратский монастырь Гюлафиратот, древняя резиденция его предков (сегодня это город Веспрем).
Во время первого монгольского вторжения в Венгрию Матиас Ратот и его заместитель, архидиакон Альберт, собрали свои силы в Эстергоме и присоединились к венгерской армии под командованием герцога Коломана, который выступил на Пешт. В битве при Мохи 11 апреля 1241 года Матьяш лично возглавил свои отряды, когда пал вместе с архиепископом Калочи Угрином Чаком и большинством епископов (например, среди них были Рейнольд Трансильванский и Якоб Нитранский) . По словам магистра Рогерия, его тело так и не было найдено.